# 馬爾濟斯

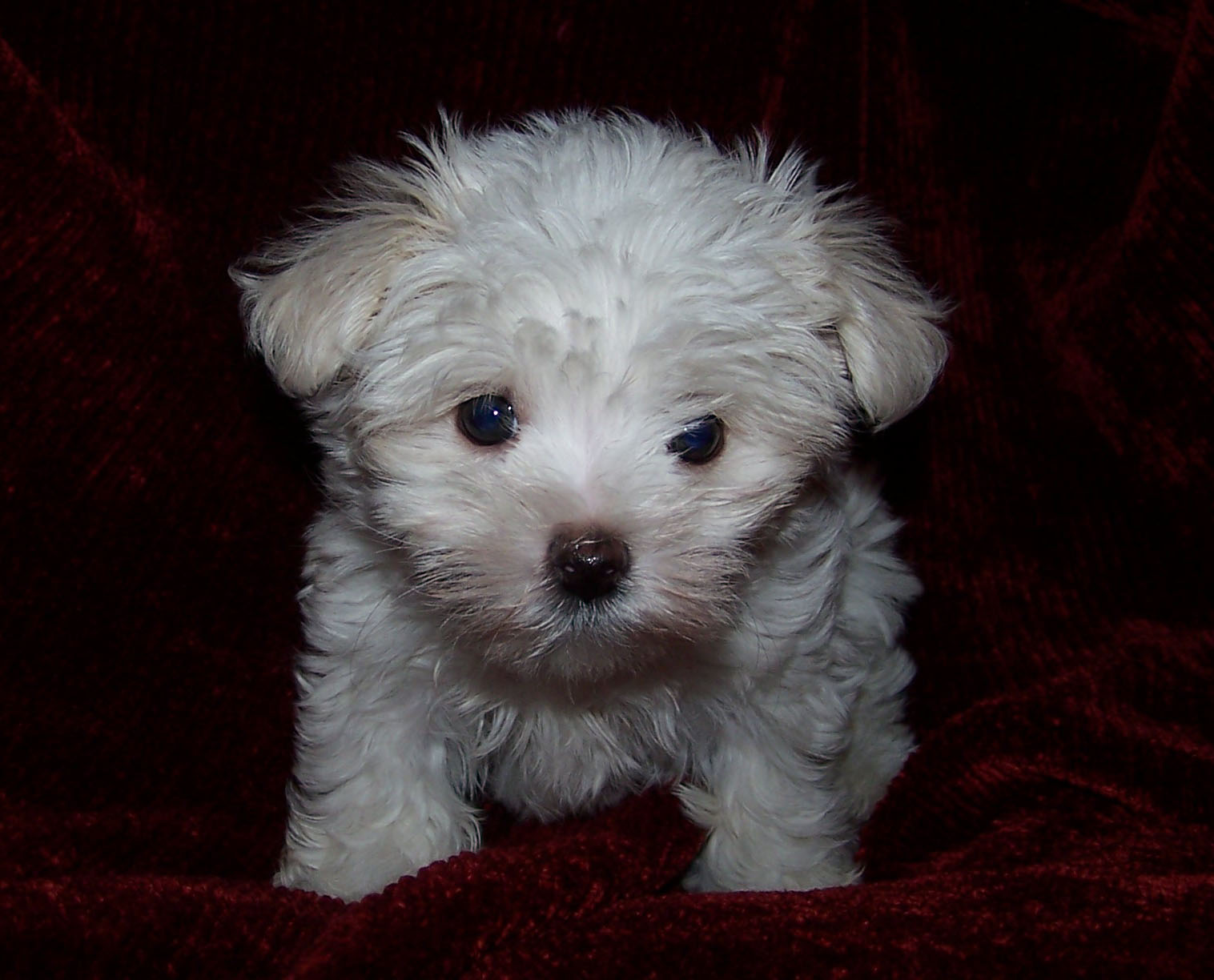
馬爾濟斯幼犬

馬爾濟斯（英語：Maltese）亦可譯為魔天使，原產地為意大利，亦經常與馬爾他扯上關聯。為白色長毛的小型犬種，血統上類近比雄犬、博洛尼亞犬及哈瓦那犬
，性情溫和，外表可愛，撒嬌好客，因此十分受到人們的喜愛，是很受歡迎的犬種之一，廣泛飼養於世界各地。

## 外部連結
- 维基共享资源上的相關多媒體資源：馬爾濟斯